# Fehérvár Enthroners
A Fehérvár Enthroners Székesfehérvár kétszeres magyar bajnok amerikaifutball-csapata, mely 2023-tól az European League of Football sorozat résztvevője.

## Története
2007. február közepén alakult meg nemhivatalosan. Az egyik internetes fórumon pár fiatal megszervezett egy megbeszélést és ezután elkezdődött a csapat építése. 2008-ban megtörtént a hivatalos alapítás is, ezáltal bejegyzett sportegyesület lett.
A 2008-as év az előkészületi meccsekről, valamint a Rookie-kupán való részvételről szólt. A koronázók gárdája több hazai és idegenbeli meccsen bizonyította, hogy van helye a hazai amerikai-futball életben. A városban is egyre többen lettek kíváncsiak erre a sportra.
2009-ben indult a MAFL Divízió III-as bajnokságában, ahol 1 győzelemmel és 3 vereséggel a 7. helyet szerezte meg, lemaradva ezzel a rájátszásba jutástól. Ebben az évben már Jim Brownwood amerikai edző is segítette munkájukat. Az általa képviselt pozitív mentalitás hamar megérződött a csapaton.
2010-ben egy újfajta kiírásnak köszönhetően a csapat a Divízió II-ben indult, ahol egészen a 3. helyig jutott. Még ebben az évben elkezdődött a junior csapat építése is. 2010 őszén a Dunaújváros Gorillaz juniorjaival együttesen a közös ifjúsági csapat ezüstérmet szerzett.
2011-ben a Koronázók felnőtt csapata győzelem nélkül az utolsó, 10. helyen zárt a Divízió II-es bajnokságban. 2012-ben és 2013-ban a csapat nem indult a felnőtt pontvadászatban. 2013-ban a junior csapat az elődöntőig menetelt, ahol az Újpest Bulldogs Jr. csapata ellen kikapott, de így is a legjobb vidéki csapatként 4. helyezést ért el. 
2014-ben a felnőtt csapat 2 év kihagyás után ismét elindult a hivatalos Divízió II. bajnokságban ahol, nem sikerült mérkőzést nyernie, így 11. helyezettként lemaradtak a rájátszásról.
2015-ben az ESA Divízió II-ben 2 győzelemmel és 2 vereséggel az 5. helyen végeztek az alapszakaszban, a Wild Card körben azonban nem sikerült megverni a Zala Predators csapatát. Az U17 csapat 2015-ben magyar bajnok lett.
A 2016-os Divízió II bajnokság során mutatkozott be a csapat a First Fielden. Az alapszakaszt veretlenül zárták a 2. helyen, az elődöntőben legyőzték a Dabas Sparks csapatát, ám a döntőben hazai pályán vereséget szenvedtek a szintén veretlen alapszakaszgyőztes Budapest Eagles csapatától. A második hellyel osztályozót játszhattak a Divízió I-be jutásért a Tatabánya Mustangs ellen, melyet 35-6 arányban meg is nyertek, így feljutottak a másodosztályba.
A 2017-es Divízió I során az alapszakaszban, a középszakaszban és a döntőben sem akadt legyőzője a fehérvári csapatnak, így veretlenül nyerték meg a XI. Pannon Bowl kupát, ezzel feljutottak a HFL-be.

## Eredmények

### Magyarország
| Szezon | Osztály     | Csoport | Alapszakasz | Alapszakasz | Alapszakasz | Rájátszás eredmények |
| Szezon | Osztály     | Csoport | Eredmény    | Győzelem    | Vereség     | Rájátszás eredmények |
| ------ | ----------- | ------- | ----------- | ----------- | ----------- | --- |
| 2009   | Divízió III |         | 7.          | 1           | 3           | |
| 2010   | Divízió II  |         | 3.          | 4           | 2           | nem rendeztek rájátszást |
| 2011   | Divízió II  |         | 10.         | 0           | 5           | |
| 2014   | Divízió II  |         | 11.         | 0           | 4           | |
| 2015   | Divízió II  |         | 5.          | 2           | 2           | Vereség Wild card (Zala Predators) 7–14 |
| 2016   | Divízió II  |         | 2.          | 4           | 0           | Győzelem Elődöntő (Dabas Sparks) 53–12 Vereség VIII. Duna Bowl (Budapest Eagles) 13–35 Győzelem Osztályozó (Tatabánya Mustangs) 35–6           |
| 2017   | Divízió I   |         | 1.          | 7           | 0           | Győzelem XI. Pannon Bowl (Budapest Eagles) 28–7                                                                                                |
| 2018   | HFL         |         | 5.          | 2           | 5           | |
| 2019   | HFL         |         | 3.          | 3           | 2           | Győzelem Wild card (Miskolc Steelers) 33–28 Győzelem Elődöntő (Budapest Cowbells) 16–13 Győzelem XIV. Hungarian Bowl (1) (Kyiv Capitals) 14–12 |
| 2021   | HFL         |         | 1.          | 4           | 0           | Vereség XV. Hungarian Bowl (Budapest Wolves) 7–18                                                                                              |
| 2022   | HFL         |         | 1.          | 4           | 0           | Győzelem Elődöntő (Miskolc Steelers) 26–13 Győzelem XVI. Hungarian Bowl (2) (Budapest Wolves) 31–24                                            |

### Ausztria
| Szezon | Osztály    | Csoport | Alapszakasz | Alapszakasz | Alapszakasz | Rájátszás eredmények                                                                                      |
| Szezon | Osztály    | Csoport | Eredmény    | Győzelem    | Vereség     | Rájátszás eredmények                                                                                      |
| ------ | ---------- | ------- | ----------- | ----------- | ----------- | --- |
| 2018   | Division 4 | B       | 1.          | 6           | 0           | Győzelem Elődöntő (Wörgl Warriors) 75–0 Győzelem IV. Mission Bowl (Upper Styrian Rhinos) 44–6             |
| 2019   | Division 3 | B       | 1.          | 8           | 0           | Győzelem Elődöntő (Pinzgau Celtics) 37–6 Győzelem XVI. Challenge Bowl (Upper Styrian Rhinos) 32–6         |
| 2021   | Division 2 | A       | 1.          | 6           | 0           | Győzelem Elődöntő (Styrian Hurricanes) 70–0 Vereség XIII. Iron Bowl (Schwaz Hammers) 0–35 mérkőzés nélkül |
| 2022   | Division 1 | A       | 1.          | 8           | 0           | Győzelem Elődöntő (Cineplexx Blue Devils) 49–18 Győzelem XXIV. Silver Bowl (Amstetten Thunder) 42–7       |
| 2023   | Division 1 | A       | 6.          | 1           | 7           | |
| 2024   | Division 1 |         | 4.          | 5           | 3           | Vereség Wild card (Vienna Knights) 0–18                                                                   |
| 2025   | Division 1 |         | 8.          | 3           | 5           | |

### Nemzetközi
| Szezon | Bajnokság | Csoport | Alapszakasz | Alapszakasz | Alapszakasz | Rájátszás eredmények                                       |
| Szezon | Bajnokság | Csoport | Eredmény    | Győzelem    | Vereség     | Rájátszás eredmények                                       |
| ------ | --------- | ------- | ----------- | ----------- | ----------- | ---------------------------------------------------------- |
| 2021   | CEFL      |         |             |             |             | Vereség Negyeddöntő (Calanda Broncos) 0–35 mérkőzés nélkül |
| 2022   | CEFL-kupa | Dél     | 1.          | 1           | 0           | Győzelem Döntő (Prague Lions) 24–20                        |
| 2023   | ELF       | Kelet   | 4.          | 3           | 9           |                                                            |
| 2024   | ELF       | Kelet   | 4.          | 2           | 10          |                                                            |
| 2025   | ELF       | Kelet   | 4.          | 1           | 11          |                                                            |

## First Field

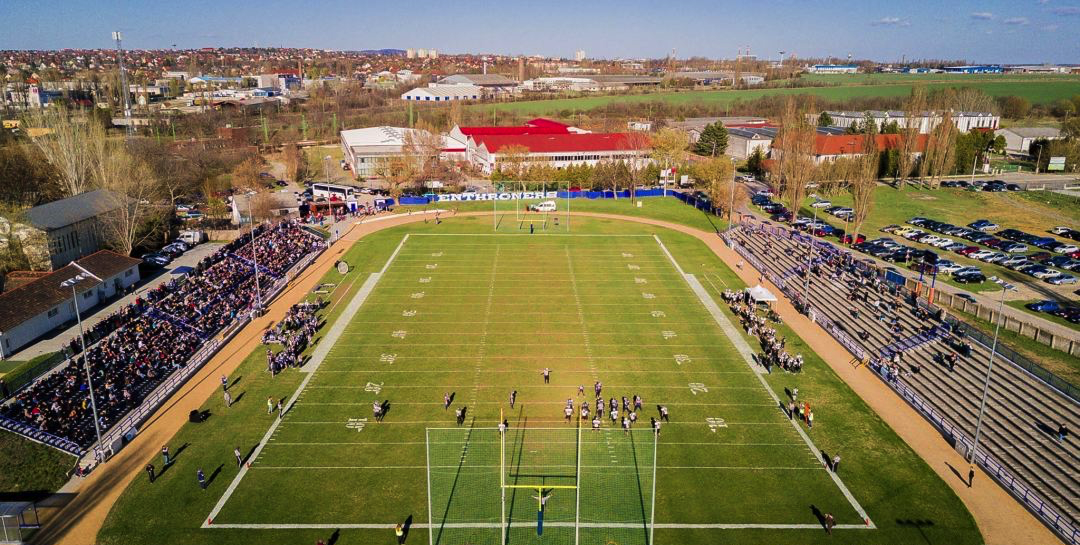
A First Field 2017-ben

Az Enthroners a Takarodó úton található, egykori MÁV Előre stadiont használja. 2016-ban a Sóstói Stadion átépítésével párhuzamosan annak elbontott szerkezeti elemeivel és székeivel épült fel, ez Magyarország első és jelenleg egyetlen, az amerikai futball szabványai szerinti 120 yardos stadionja; Európában is ritkaságszámba megy, hogy egy amerikaifutball-csapatnak saját pályája legyen. A pálya egyben a válogatott egyik hazai pályájává is vált. Elnevezése First Field, mely szintén utal arra, hogy Magyarország első amerikaifutball-stadionja.
A pálya mellé 2018-ban épült meg Magyarország első szabványméretű műfüves amerikaifutball-pályája, mely edzőpályaként és a Divízió II-es csapat pályájaként funkcionál. A 2020-as FISU egyetemi világbajnokságot ezen a két pályán rendezték volna, de a koronavírus-járvány miatt a rendezvény elmaradt. 2018-ban konditerem is épült a pálya mellé, és 2020-ban a főlelátó teljes szélességében fedett lett. A 2023-as szezon előtt a déli lelátóra is székek kerültek. Az északi (fedett) oldalon 210 VIP és 908 normál, a déli (napos) oldalon 1434 ülőhely található.
A komplexumban zajlik minden évben a magyar amerikaifutball-válogatott edzőtábora, és eddig 3 válogatott mérkőzést is rendeztek a stadionban, ahogyan a 2021-es Hungarian Bowl is a First Field-en került megrendezésre.

## A név
A csapat neve Enthroners (Koronázók), utalva Székesfehérvár történelmére. A csapat eredetileg piros felső (fekete szám), fekete nadrág, kék sisak színösszeállítású szerelésben játszott, ám a jelenlegi színe: sötétkék, fehér, arany. A csapat nem használja az 1-es mezt, mely a szurkolói mezszám lett. A csapat jelmondata: Fear The E!